# Bounty (Star Trek)
Bounty is de 25e aflevering van het tweede seizoen van de Amerikaanse sciencefictiontelevisieserie Star Trek: Enterprise. Het is de 49e aflevering van de serie, voor het eerst uitgezonden in 2003.

## Verhaal
Kapitein Jonathan Archer van de USS Enterprise NX-01 wordt door een Tellarite ontvoerd tijdens een onderzoek op een planeet. Hij wordt in het ruimteschip van deze Skalaar gevangen gehouden. Ondertussen worden alle bemanningsleden teuggeroepen naar de Enterprise. Daar blijkt dat T'Pol en Phlox een microbe van de planeet naar het schip hebben gebracht en geheel ontsmet moeten worden. Daarom is Trip Tucker tijdelijk de bevelhebber van het sterrenschip. 
Archer raakt op het andere schip in gesprek met zijn ontvoerder. Die blijkt Archer na zijn ontsnapping uit Rura Penthe aan de Klingons uit te willen leveren, zodat hij geld krijgt om een nieuw schip van te kopen. Voordat het zover is probeert een andere Bounty Hunter (premiejager) Archer ook gevangen te nemen, wat echter niet lukt. 
Op de Enterprise lukt het niet om de microbe van T'Pol te verwijderen. Dit wordt nog vervelender doordat het organisme haar Pon farr-cyclus aanjaagt en ze de dokter probeert te verleiden. Later wordt ze zelfs agressief en breekt ze uit de ziekenboeg. Voordat ze ver komt, wordt ze verdoofd door een beveiligingsteam. 
Ondertussen blijkt voor Skalaar dat hij zijn schip niet zal kunnen terugkopen, daar het al is vernietigd door de Klingons. Hij is zo teleurgesteld dat hij Archer niet daadwerkelijk geboeid aan de Klingons overhandigd. Nadat de Klingons hem slechts twee derde van de afgesproken prijs betalen, moet hij vertrekken. Archer grijpt zijn kans en weet te ontsnappen aan de Klingons en terug te keren naar de Enterprise, die Archers locatie van Skalaar heeft gehad. Op de Enterprise is T'Pol inmiddels genezen, al is de exacte behandeling die ze heeft gehad niet geheel duidelijk.

## Achtergrondinformatie
- Na deze aflevering worden weinig losse afleveringen meer geproduceerd. De opzet van de serie wordt gewijzigd in een verhaal dat minstens een aantal afleveringen loopt of, zoals in het geval van seizoen drie, zelfs een heel seizoen.

## Acteurs

### Hoofdrollen
- Scott Bakula als kapitein Jonathan Archer
- John Billingsley als dokter Phlox
- Jolene Blalock als overste T'Pol
- Dominic Keating als luitenant Malcolm Reed
- Anthony Montgomery als vaandrig Travis Mayweather
- Linda Park als vaandrig Hoshi Sato
- Connor Trinneer als overste Charles "Trip" Tucker III

### Gastrollen
- Jordan Lund als Skalaar
- Robert O'Reilly als Kago-Darr
- Ed O'Ross als Gaavrin

### Bijrollen

#### Bijrollen met vermelding in de aftiteling
- Michael Garvey als kapitein Goroth
- Louis Ortiz als een Klingon

#### Bijrollen zonder vermelding in de aftiteling
- Eddie Conna als een Klingon
- Daphney Dameraux als een bemanningslid van de Enterprise
- Scott Hill als vaandrig Hutchison
- Ben Scott als een Klingon

### Stuntmannen en stuntdubbelgangers
- Mark Ginther als stuntdubbelganger voor Jordan Lund